# Anolis blanquillanus
Anolis blanquillanus är en ödleart som beskrevs av  Pieter Wagenaar Hummelinck 1940. Anolis blanquillanus ingår i släktet anolisar, och familjen Polychrotidae. Inga underarter finns listade i Catalogue of Life.